# 미나토촌 (이시카와현)
미나토촌(湊村)은 이시카와현 노미군에 설치되었던 촌이다. 현재의 하쿠산시에 해당한다.

## 역사
- 1889년 4월 1일 - 정촌제 시행에 의해 노미군 미나토촌이 성립하였다.
- 1954년 11월 3일 - 이시카와군 미카와정, 조야촌, 미나토촌이 합병해 새로운 미카와정이 되었다.

## 교통

### 철도
- 일본국유철도 호쿠리쿠 본선